# Siergiej Markow (1903–1973)
Siergiej Władimirowicz Markow, ros. Сергей Владимирович Марков (ur. 1903, zm. 28 kwietnia 1973 w San Francisco) – rosyjski podporucznik, młodszy oficer Rosyjskiego Korpusu Ochronnego podczas II wojny światowej, emigracyjny publicysta i działacz kombatancki.
Ukończył syberyjski korpus kadetów. Służył w wojskach białych gen. Władimira O. Kappela na froncie wschodnim. W 1921 wraz z resztkami wojsk białych przeszedł do Chin. Zamieszkał w Szanghaju. W 1925 przyjechał do Jugosławii, gdzie w 1927 ukończył I rosyjski korpus kadetów w Sarajewie. Następnie studiował na uniwersytecie w Belgradzie. Został członkiem Rosyjskiego Związku Ogólnowojskowego (ROWS). W latach 30. przeszedł wyższe kursy naukowo-wojskowe prowadzone w Paryżu przez gen. Nikołaja N. Gołowina, po czym jako młodszy oficer wszedł w skład kompanii przygotowania młodzieży ppłk. Gordiejewa-Zareckiego. Po zajęciu Jugosławii przez wojska niemieckie w kwietniu 1941, wstąpił do nowo formowanego Rosyjskiego Korpusu Ochronnego. Był autorem pieśni wojskowej „Rus' zowiot”, śpiewanej w junkierskich kompaniach. W 1943 został skierowany na kurs radiotelegraficzny, po przejściu którego w stopniu podporucznika służył w służbie łączności korpusu. Wiosną 1945 odkomenderowano go na przeszkolenie oficerskie do szkoły oficerskiej ROA, której już nie zdążył ukończyć. Po zakończeniu wojny zamieszkał w zachodnich Niemczech, gdzie uczył gimnastyki w rosyjskim gimnazjum „Miłosierdnyj Samarjanin” w Monachium. Jednocześnie pomagał byłym własowcom i cywilnym uchodźcom uniknąć repatriacji do ZSRR. Pisał artykuły do pisma „Wojennaja Byl'”. Następnie wyjechał do USA, gdzie był członkiem oddziału w Los Angeles Związku Żołnierzy Rosyjskiego Korpusu.